# Winfield (Virgínia Ocidental)
Winfield é uma cidade  localizada no estado norte-americano de Virgínia Ocidental, no Condado de Putnam.

## Demografia
Segundo o censo norte-americano de 2000, a sua população era de 1858 habitantes.
Em 2006, foi estimada uma população de 2040, um aumento de 182 (9.8%).

## Geografia
De acordo com o United States Census Bureau tem uma área de
7,0 km², dos quais 6,9 km² cobertos por terra e 0,1 km² cobertos por água. Winfield localiza-se a aproximadamente 174 m acima do nível do mar.

## Localidades na vizinhança
O diagrama seguinte representa as localidades num raio de 12 km ao redor de Winfield.